# Ultra 4
Ultra 4 je bil slovenski vokalno-instrumentalni kvartet, ki je pel pop glasbo.
Delovali so v 70. letih dvajsetega stoletja in bili nekakšno nadaljevanje razpadle skupine Bele vrane.
Skupina se je udeleževala vseh pomembnejših festivalov v takratni Jugoslaviji: Slovenske popevke, Vesele jeseni, Splitskega festivala, Zagreb festa.
Nastopali so na raznih prireditvah kot je Antenina Karavana poletje 1974, Za Kumrovec (Trg revolucije, 1974), za radio Celje itd.
Izvajali so pesmi slovenskih in jugoslovanskih avtorjev.
S pesmijo Potepuh avtorja Vaska Repinca so zasedli 3. mesto na festivalu Slovenska popevka 1974.

## Zasedba
- Tatjana Dremelj - vokal sopran
- Majda Petan - vokal alt
- Mladen Zorec - vokal bariton
- Pino Zagoričnik - vokal tenor

## Glasbeni festivali

### Slovenska popevka
- 1974: Potepuh (V. Repinc / D. Repinc), v alternaciji s skupino Design – 3. nagrada občinstva
- 1975: Pomladi v objem (B. Adamič / J. Kušar / B. Adamič)
- 1976: Mi smo popotniki (V. Repinc / D. Repinc / J. Robežnik)

### Vesela jesen(Maribor)
- 1974: Putrca (E. Lukač / E. Lukač / B. Rodošek)
- 1975: Prava ljubezen (B. Rodošek / J. Švajncer / J. Robežnik)

### Splitski festival
- 1975: Ča je, to je (J. Koludrović / T. Zuppa / D. Žgur)

### Večer revolucionarnih in rodoljubnih pesmi (Zagreb)
- 1975: Mati ob sinovem grobu (Erjavec / Lipovč / D. Žgur)

## Diskografija
1974 – POTEPUH – ZKP RTV Ljubljana
1974 – PUTRCA – ZKP RTV Ljubljana
1974 – PRISEGA (z Otom Pestnerjem, album Ota Pestnerja Zlato sonce in črna reka) (1974) -   
           ZKP RTV Ljubljana
1974 – HEJ, HAJ BRIGADE -  Jugoton
1975 – POMLADI V OBJEM – ZKP RTV Ljubljana
1975 – HEJ TOVARIŠI – zbor in orkester RTV Ljubljana
1975 – PRAVA LJUBEZEN – ZKP RTV Ljubljana
1975 – ČA JE, TO JE – Split 75 - Jugoton
1975 – MATI OB SINOVEM GROBU - Zagreb 75
1976 – MI SMO POPOTNIKI – ZKP RTV Ljubljana